# Gorzegno
Gorzegno är en ort och kommun i provinsen Cuneo i regionen Piemonte i Italien. Kommunen hade 273 invånare (2018).